# Reik
Pour les articles homonymes, voir Theodor Reik.
Reik est un groupe mexicain de pop, rock et reggaeton, originaire de Mexicali.

## Histoire
Le groupe est formé à la mi-2003, à l'initiative du producteur Abelardo Vázquez. Reik est nommé pour le MTV Video Music Awards Latinoamérica 2005 et les Latin Grammy Awards en 2005. Le 14 novembre 2006, le groupe lance l'album intitulé Secuencia.
Leur troisième album Un día mas, sorti en 2008, est gravé en Argentine, avec le « Cachorro » Lopez comme producteur. Cet album se distingue des deux autres. Il montre le positif du premier disque et la maturité du deuxième. C'est de cet album que vient le premier single Inolvidable, qui devient un tube. Ils sortent[Quand ?] un nouveau single avec la chanson Fui.
En 2014, ils font partie du morceau Te mueves tú, se mueven todos aux côtés du duo américain Ha*Ash et de l'artiste espagnol David Bisbal dans le cadre de la promotion de Coca-Cola pour promouvoir le sport. En novembre de la même année, les organisateurs du Festival international de la chanson de Viña del Mar confirment la venue du groupe mexicain au festival.
En 2015, ils se produisent au festival Viña del Mar, où ils remportent les mouettes d'argent et d'or. Le 17 juin 2016, leur cinquième album studio Des/Amor est publié. Il sort le 17 juin 2016 et est produit par Ignacio « Kiko » Cibrian par l'intermédiaire de Sony Music Latin. La couverture de l'album présente un modèle nu anonyme, qui représente tous les thèmes donnés dans l'album : amour, passion, chagrin d'amour, rupture et infidélité. En 2017, avec la fin de la promotion de l'album, le groupe fait la promotion de l'album Des/Amor,,. Le 31 mai 2019 sort le sixième album studio et huitième album global du groupe, caractérisé par une variété de rythmes entre ballade, pop et reggaeton. L'album marque également une réinvention du groupe, puisqu'il touche au genre urbain. 
En 2024, le groupe présente son nouvel album, Panorama.

## Membres
- Jesús Navarro - chant
- Julio Ramírez - guitare acoustique
- Gilberto « Bibi » Marín - guitare électrique

## Discographie

### Singles notables
| 2005 | Yo quisiera      | Reik       | 1  | 11 | 4  | 25 | -  |
| 2005 | Qué vida la mía  | Reik       | 3  | 18 | 9  | -  |    |
| 2005 | Noviembre sin ti | Reik       | 11 | 22 | 26 | -  | -  |
| 2006 | Niña             | Reik       | 40 | -  | -  | -  | -  |
| 2006 | Levemente        | Reik       | -  | -  | -  | -  | -  |
| 2006 | Invierno         | Secuencia  | 2  | 11 | 5  | -  | -  |
| 2007 | Me duele amarte  | Secuencia  | 5  | 26 | 28 | -  | -  |
| 2007 | De qué sirve     | Secuencia  | 20 | -  | 23 | -  | -  |
| 2007 | Sabes            | Secuencia  | 3  | -  | 21 | -  | 81 |
| 2008 | Inolvidable      | Un día más | 2  | 10 | 78 | -  | -  |
| 2009 | Fuí              | Un día más | 4  | -  | -  | -  | -  |
| 2009 | Ilusionado       |            | -  | -  | -  | -  | -  |